# Ян Сухопарек
Ян Сухопарек (чеськ. Jan Suchopárek, нар. 23 вересня 1969, Кладно) — чехословацький та чеський футболіст, що грав на позиції захисника.
Виступав, зокрема, за «Славію», а також національну збірну Чехії, у складі якої став віце-чемпіоном Європи 1996 року.

## Клубна кар'єра
Народився 23 вересня 1969 року в місті Кладно. Вихованець футбольної школи клубу «Кладно». 1988 року відправився для відбування військової повинності у «Дуклу» (Прага). В армійській команді захисник грав велику роль і залишився на довший термін, провівши три сезони, взявши участь у 66 матчах чемпіонату і у сезоні 1989/90 виграв з командою Кубок Чехословаччини.
З 1991 року виступав в іншій празькій команді — «Славії», за яку відіграв наступні п'ять сезонів своєї ігрової кар'єри. Більшість часу, проведеного у складі «Славії», був основним гравцем захисту команди і в останньому сезоні виборов титул чемпіона Чехії. Того ж року допоміг команді дійти до півфіналу Кубка УЄФА, що стало найвищим досягненням клубу у турнірах під егідою УЄФА.
У липні 1996 року після успішного для себе чемпіонату Європи Ян перейшов у французький «Страсбур», де провів три роки і виграв Кубка французької ліги, після чого сезон 1999/00 провів у клубі другої німецької Бундесліги «Теніс Боруссія», після чого повернувся в «Славію», але не зміг набрати колишню форму. Однією з причин стала перенесена в березні 2001 року операція на меніску, що стала другою операцією на коліні для гравця протягом року. В результаті Сухопарек змушений був навіть виступати за другу команду через свою форму.. Загалом же у першій команді він провів 17 ігор у чемпіонаті.
У 2003 році Сухопарек повернувся в рідний «Кладно», де грав до 2005 рок у другому чеському дивізіоні. По закінченні сезону 2004/05 завершив кар'єру гравця, втім залишився у клубі і став тренером.

## Виступи за збірні
25 вересня 1991 року дебютував в офіційних матчах у складі національної збірної Чехословаччини в товариській грі проти Норвегії і до моменту розпаду країни провів у її складі 13 матчів.
З 1994 року став виступати у складі новоствореної збірної Чехії, з якою був учасником чемпіонату Європи 1996 року в Англії, де разом з командою здобув «срібло». На турнірі зіграв 5 зустрічей, пропустивши лише півфінал через перебір жовтих карток і забив гол у ворота збірної Росії.
Згодом зіграв сім поспіль ігор у кваліфікаційному турнірі до Євро-2000, допомігши команді пробитись на континентальну першість, однак сам Ян змушений був пропустити її через травму коліна.
Протягом кар'єри у збірній Чехії, яка тривала сім років, провів у формі головної команди країни 48 матчів, забивши 4 голи.

## Тренерська кар'єра
З 2005 року Сухопарек працював у клубі «Кладно», тренуючи юнацький склад, паралельно допомагав головному тренеру молодіжної збірної Чехії.
З 2012 по 2015 роки був помічником головного тренера Любоша Козела в «Дуклі» (Прага).
З 2016 до 2021 року очолював юнацьку збірну Чехії різних вікових груп. З 2021 року очолює молодіжну збірну Чехії.

## Титули і досягнення
- Чемпіон Чехії (1):

«Славія»: 1995–96
- Володар Кубка Чехословаччини (1):

«Дукла» (Прага): 1989–90
- Володар Кубка французької ліги (1):

«Страсбур»: 1996–97
- Володар Кубка Чехії (1):

«Славія»: 2001–02
- Віце-чемпіон Європи: 1996